# Cleptometopus annulaticornis
Cleptometopus annulaticornis là một loài bọ cánh cứng trong họ Cerambycidae.